# Plano de Regularização
O Plano de Regularização (Settlement Plan em inglês) foi um acordo entre a Frente Polisário e Marrocos sobre a organização de um referendo, que constituiria uma expressão de autodeterminação do povo do Saara Ocidental, conduzindo a sua total independência ou a integração com o Reino de Marrocos. Isso resultou em um cessar-fogo que permanece em vigor até hoje, e na criação de uma força de paz da MINURSO para fiscalizar isso e para organizar o referendo. O referendo nunca ocorreu.
Foi baseado em uma proposta anterior de paz da Organização da Unidade Africana (OUA), mas desta vez organizada pelas Nações Unidas. Originalmente introduzido no final de 1980, o plano foi assinado em 1991. O referendo então, deveria ter acontecido em 1992, mas nunca aconteceu, porque ambas as partes não concordam sobre a quem deveria ser permitido votar. Em 1997, o acordo de Houston da ONU tentou limpar o caminho para o referendo ser realizado em 1998, e publicou um censo eleitoral detalhado. No entanto, devido à recusa de Marrocos em aceitar os resultados do censo e, portanto, pouca probabilidade de aceitar o referendo com os eleitores que foram propostos, o Secretário Geral da ONU suspendeu o plano de regularização. No entanto, o capítulo VII da Carta da ONU justifica o uso da força para impor os resultados do referendo.
Outras soluções foram procuradas pelo secretário enviado especial da ONU James Baker em 2001 (Plano Baker I, aceite por Marrocos, mas rejeitado pela Argélia e pela Frente Polisário), e em 2003 Plano Baker II rejeitado por Marrocos e aceito pela Argélia e pela Frente Polisário. Além disso, James A. Baker  renunciou ao seu cargo de enviado da ONU para o Saara Ocidental.